# Aerocisto
Se procura a infecção por vezes designada por "pneumocisto", veja Pneumocistose.

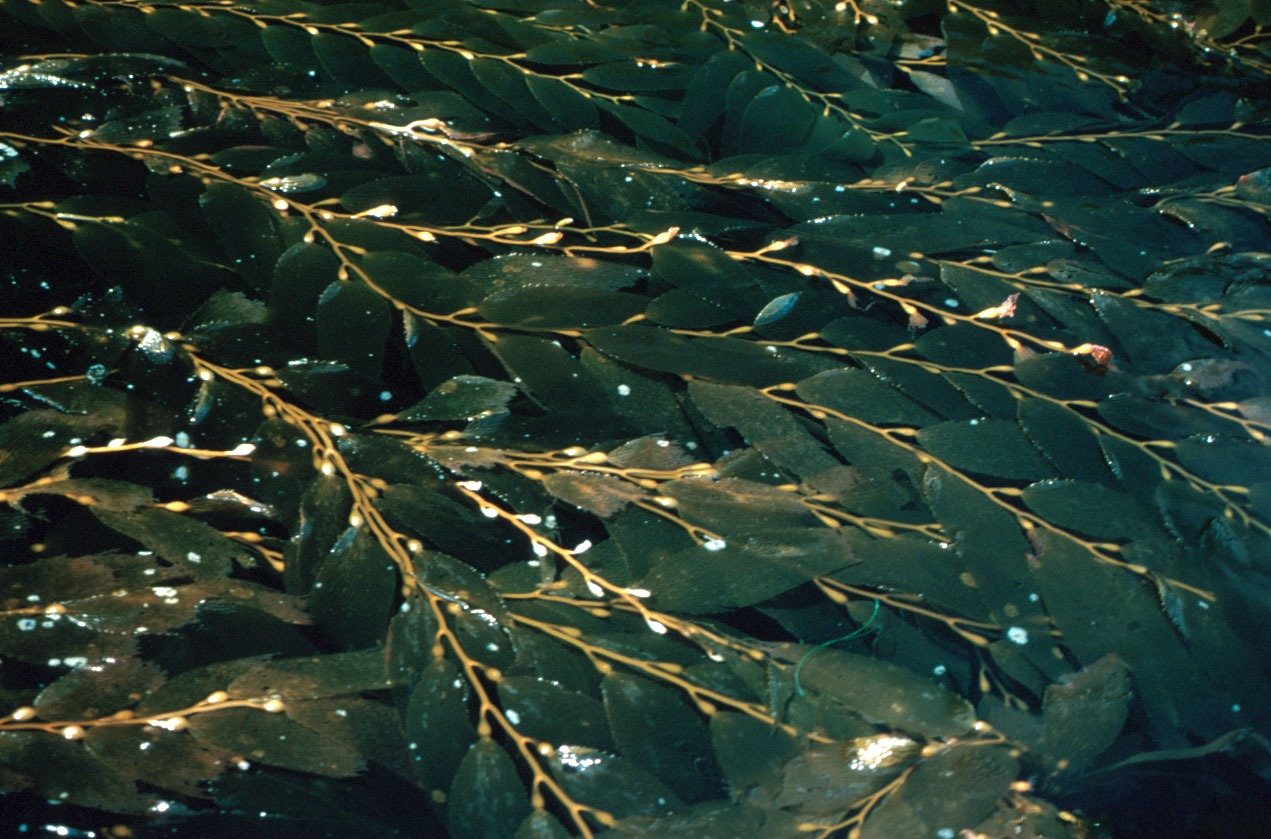
Frondes da macroalga flutuante Macrocystis pyrifera com múltiplos pneumatocistos.

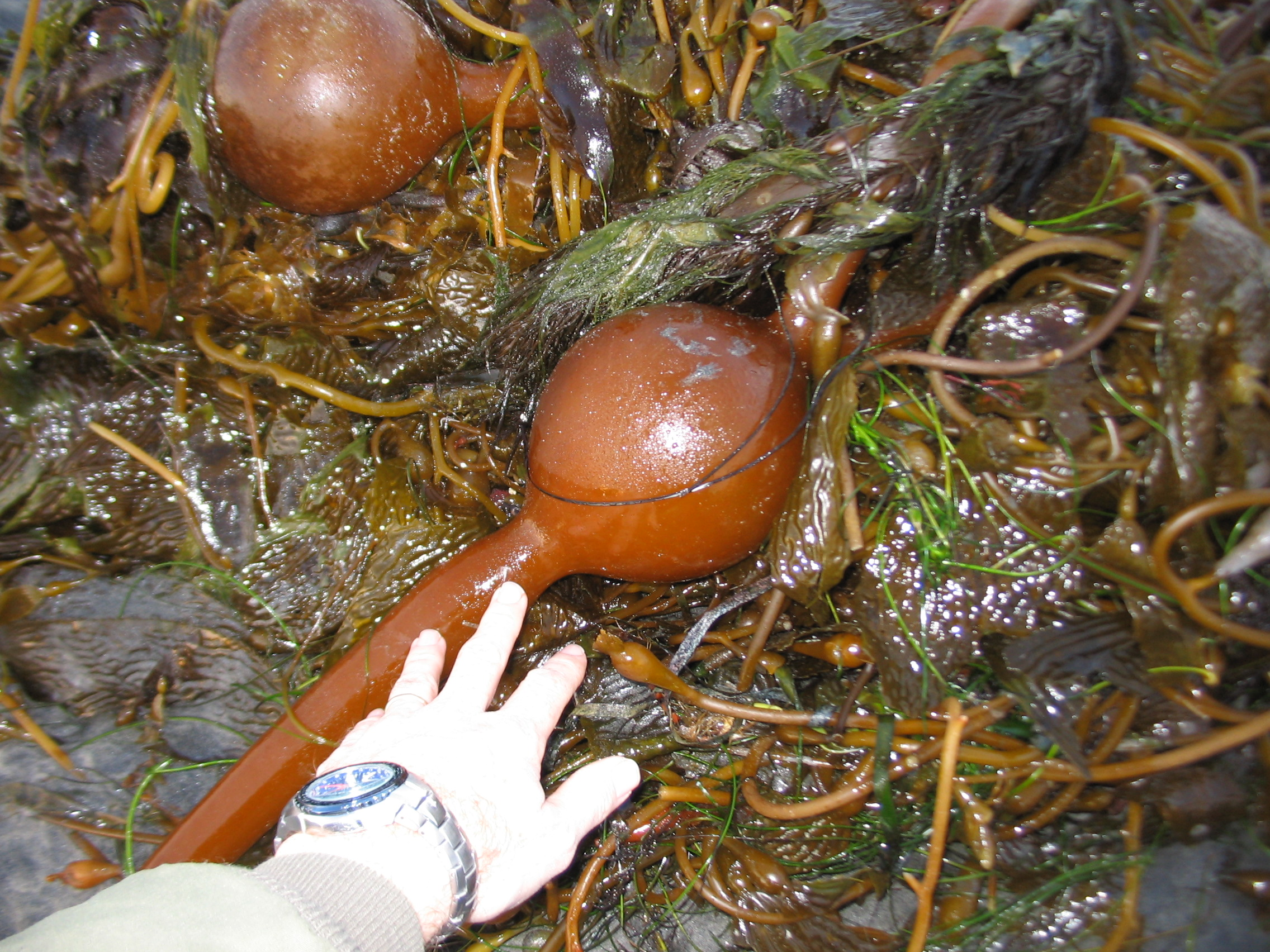
Pneumatocistos de Nereocystis luetkeana.

Aerocisto (do grego: aeros; ar + kystos; vesícula), por vezes referido como pneumatocisto, é uma estrutura vesiculosa, cheia de ar ou outos gases, destinada a aumentar a flutuação de um organismo. A presença dessas estruturas é comum em macroalgas e em peixes (recebendo nesse caso o nome de bexiga natatória). Entre as Phaeophyta estas vesículas estão localizadas nos filóides e apresentam uma particular importância pois permitem manter as algas em flutuação (em espécies holopelágicas pleustónicas como as espécies flutuantes pertencentes ao género Sargassum) ou manter as frondes erectas durante a submersão, quando estão estão fixas ao substrato, como ocorre no caso de algumas espécies do géneros Fucus.

## Ficologia
Em ficologia, um aerocisto (frequentemente referido como um pneumatocisto) é uma macroestrutura de flutuação constituída por uma vesícula de material parenquimatoso cheia de gás típica das algas castanhas. Cada organismo tem em geral múltiplas dessas estruturas, as quais fornecem a impulsão necessária para manter as frondes a flutuar (no caso das algas flutuantes) ou orientadas em direcção à superfície (no caso das algas fixas ao substrato), permitindo que se mantenham na zona onde a radiação solar é mais intensa ou que permaneçam numa posição que minimize o ensombramento mútuo das frondes.
A composição do gás mantido nos aerocistos varia de acordo estado fisiológico da alga e com a pressão parcial dos diversos gases no ambiente circundante. Os aerocistos podem conter O2, CO2, N2 e CO.